# Noble patria, tu hermosa bandera
Noble patria, tu hermosa bandera är Costa Ricas nationalsång.